# 喬治·布拉克
喬治·布拉克（法語：Georges Braque，發音：[ʒɔʁʒ bʁak]；1882年5月13日—1963年8月31日），為法國立體主義畫家與雕塑家。布拉克於1882年出生於法國阿讓特伊，1963年卒於法國巴黎。他與巴伯羅·畢卡索在20世紀初所創立的立體主義運動，深深影響了後來美術史的發展，「立體主義」一名也由其作品而來。
乔治的童年在法国北部度过，他的父亲是一个油漆工人，受他的父亲的影响，乔治从小就对涂画有所兴趣，他于1907年与毕加索相遇，然后他们一起在法国南部作画。因天性安靜，他的名聲很大程度上被畢加索所掩蓋了。

## 野獸派時期

《萊斯塔克旁的橄欖樹》（L'Olivier près de l'Estaque），1906，這一系列畫共四幅，其中一幅在2010年失竊

《萊斯塔克的房子》（Maisons et arbre），1908

布拉克早期從事印象派繪畫，但在1905年看到野獸派的作品之後便開始轉型。當時他主要與拉乌尔·杜菲及奥顿·弗里斯走得比較近。1906年布拉克與弗里茨前往莱斯塔克、安特衛普旅遊。1907年5月布拉克在獨立者沙龍展出了多幅野獸派作品。同年，由於塞尚的影響，他的作品風格再次發生轉變。

## 立體主義
法國藝術評論家路易·沃克塞爾在1908年見到布拉克的作品《埃斯塔克的房子》時就曾說那幅畫“充滿了小立體方塊”，不過立體主義一詞正式出現是1911年，而布拉克與畢加索一樣最初並不喜歡這個稱呼。
1909年開始他開始與畢加索合作，主要研究塞尚的作畫理念，但與畢加索的研究方向並不相同。不過可以說，立體主義是畢加索和布拉克兩人共同在巴黎蒙馬特發明出來的。
1911年夏立體主義的發展到了一個關鍵點，當時兩人在塞雷繪製的作品及其相似，很難以分辨。1912年他們開始嘗試拼貼畫 ，布拉克發明了所謂的纸拼贴法（papier colle）。畢加索和他的合作關係一直持續到1914年一戰爆發，布拉克被征入法軍。1915年5月布拉克在卡朗西的一場戰鬥中嚴重受傷導致頭部穿孔，並短暫失明。

## 晚期作品
1916年末布拉克開始重新作畫，他的作品風格也更加突出。這一時期他繪製了許多靜物畫。除去繪畫外，他還創作了許多的雕塑及其他藝术作品。1963年布拉克在巴黎逝世。

## 參见
- 立體主義